# Antoni Such Botella
Antoni Such Botella (València, 4 de juliol de 1963) és un advocat i polític socialista valencià, diputat a les Corts Valencianes en la VI i VII legislatures i actual Director General d'Administració Local de la Generalitat Valenciana des de 2015, sota la presidència de Ximo Puig.

## Biografia
Llicenciat en dret, el 1993 va obtenir plaça de funcionari per oposició a la Generalitat Valenciana. El 1981 ingressà al PSPV-PSOE i als Joves Socialistes del País Valencià, dels que el 1983 en fou secretari de política estudiantil, secretari d'organització el 1987 i secretari general el 1989. El 1983 també fou membre del comitè federal de les Joventuts Socialistes d'Espanya.
Membre del Consell Escolar Valencià, entre 1987 i 1991 fou president del Consell de la Joventut de la Comunitat Valenciana, i el 193-1995 cap de gabinet de la Conselleria d'Indústria, Comerç i Turisme de la Generalitat Valenciana. També fou regidor de l'ajuntament d'Alcàntera de Xúquer de 1991 a 1995 i alcalde de 1995 a 2007. Posteriorment fou elegit diputat per la província de València a les eleccions a les Corts Valencianes de 2003 i 2007. El 2006, amb Josep Camarasa, va denunciar davant la fiscalia del Tribunal Superior de Justícia del País Valencià el pagament de comissions il·legals de l'ex president Eduardo Zaplana a Terra Mítica
La darrera legislatura prengué un paper més institucional com a secretari segon de les Corts Valencianes, de 2007 a 2011. En 2014 va substituir en el seu escó Inmaculada Rodríguez-Piñero Fernández, elegida diputada a les eleccions generals espanyoles de 2011. En juliol del 2015 renuncià a l'escó quan fou nomenat Director General d'Administració Local de la Generalitat Valenciana. A març de 2023, quan faltaven 2 mesos per a les eleccions, va deixar la Direcció General d'Administració Pública per passar a la de Sector Público i Patrimoni depenent de la Conselleria d'Hisenda.